# Procambarus evermanni
Procambarus evermanni är en kräftdjursart som först beskrevs av Faxon 1890.  Procambarus evermanni ingår i släktet Procambarus och familjen Cambaridae. IUCN kategoriserar arten globalt som otillräckligt studerad. Inga underarter finns listade i Catalogue of Life.